# Tamro
Tamro ist ein finnischer Großhändler von Medikamenten und anderen Produkten, die Gesundheit und Wohlbefinden betreffen.
Die Kunden des Unternehmens umfassen Pharmaunternehmen, Apotheken, Krankenhäuser und Einzelhändler. Tamro Logistikzentren liegen  in Vantaa Tamro House, und Tampere.

## Geschichte
Tamros Geschichte reicht bis ins Jahr 1895 zurück, als vier Apotheker in Tampere ein Unternehmen mit dem Namen Tampereen Rohdoskauppayhtiö gründeten. Tamro ist ein Teil der deutschen Phoenix Group, einem der führenden Pharmaziegroßhändler in Europa.
Für das Haushaltsjahr bis Januar 2024 erwirtschaftete die Tamro einen Umsatz von 17,1 Milliarden Euro und ein operatives Ergebnis (EBIT) von 29,8 Millionen Euro.